# Ditassa racemosa
Ditassa racemosa là một loài thực vật có hoa trong họ La bố ma. Loài này được Britton mô tả khoa học đầu tiên năm 1898.